# Kenta Hoshihara
Kenta Hoshihara (født 1. maj 1988) er en japansk fodboldspiller.